# Yandex Zen
Zen (en ruso: Дзен) es un servicio personal de recomendaciones creado por Yandex que utiliza la tecnología de aprendizaje automático MatrixNet.
Zen crea una fuente de contenido que se adapta automáticamente a los intereses de un usuario. La selección de contenidos se basa en el análisis del historial de navegación, las preferencias especificadas por el usuario, la geolocalización, la hora del día y otros factores.
Zen tiene un abanico de usuarios activos semanal de más de 20 millones.

## Tecnología
Zen es un ejemplo de la implementación de una tecnología especializada de inteligencia artificial.
Para analizar los intereses y las preferencias de los usuarios, Yandex usa la información sobre los sitios que han visitado, así como los intereses especificados por el usuario.
El sistema analiza los sitios favoritos del usuario y otros comportamientos con el objetivo de crear un modelo único de preferencias del usuario. Con una creciente cantidad de datos sobre el usuario, el sistema puede ofrecer al usuario más contenido relevante y de actualidad, incluido contenido de fuentes desconocidas para el usuario. Zen se adapta a los intereses cambiantes del usuario. Por ejemplo, si un usuario empieza a leer sobre arquitectura, en su fuente de contenido aparecerá contenido sobre este tema con más frecuencia.

Predicción de intereses del usuario mediante el uso de filtrado colaborativo

El servicio está disponible como parte de las versiones de escritorio y móvil de Yandex Browser y en Yandex Launcher.
Zen, Launcher y Yandex Browser pertenecen a la categoría de tecnología de "Descubrimiento" (servicios y aplicaciones que usan inteligencia artificial para adaptarse a un usuario).
La tecnología subyacente a Zen fue adaptada por Yandex y el CERN para uso en el Gran Colisionador de Hadrones (GCH). Se usa para proporcionar un profundo análisis de los resultados de los experimentos de física que tienen lugar en el GCH.

## Reseña histórica
En 1997, Yandex, comenzó la investigación sobre el procesamiento natural del lenguaje, el aprendizaje automático y los sistemas de recomendación. En 2009, Yandex desarrolló el algoritmo de aprendizaje automático patentado MatrixNet, que se convirtió en uno de los componentes clave de las funciones de Zen.
El primer servicio de Yandex en introducir el uso de la tecnología de recomendación fue Yandex.Music, lanzado en septiembre de 2014. Esta tecnología fue implementada luego en Yandex.Market y Yandex.Radio.
En junio de 2015, estuvo disponible una versión beta de Zen. Al principio, la fuente de contenido Zen mostraba solo contenido de los medios y el servicio solo estaba disponible al 5 % de los usuarios de Yandex Browser en Android que tuvieran una cuenta de Yandex registrada. Antes de esto, Zen estaba disponible en forma experimental en la página web zen.yandex.ru.
En los meses siguientes, se agregaron otros tipos de contenido a Zen, como galerías de imágenes, artículos, blogs, foros y videos de YouTube, etc.
De acuerdo con los datos de abril de 2017, Zen está disponible en más de 50 idiomas en más de 100 países, incluidos Estados Unidos, India y Brasil.
En 2017, Zen lanzó un formato especial en su plataforma: una narrativa adaptada para ver en dispositivos móviles. Es un conjunto de diapositivas con textos, fotos, videos e imágenes GIF. Desde el otoño de 2017, las narrativas han estado probando los servicios de medios, y desde enero de 2018, el formato ha estado disponible para los autores de la plataforma Zen.
Después de agregar perfiles de usuario públicos en marzo de 2019, el Servicio adquirió las características de la red social.
En abril de 2019, " Zen " se agregó a los navegadores Cốc Cốc en Vietnam y Opera en Turquía. 
En 2021, " Zen " cambió el vector de desarrollo: se centró más en los blogs y el contenido de video. En abril de 2021, se suspendió el intercambio de tráfico con los servicios de medios. Las vistas en muchos servicios se han desplomado.
En agosto de 2022, VK anunció la adquisición de los servicios "Zen" y "Zen. Novedad». El acuerdo se cerró el 12 de septiembre de 2022 y el agregador de noticias se convirtió en parte del portal Zen. Ahora, cuando visita la página principal del motor de búsqueda Yandex, el usuario redirecciona automáticamente a la página dzen.ru.

## Gestión corporativa
El jefe del servicio de Zen es Viktor Lamburt.

## Finanzas
Zen pertenece al segmento "experimental", una de las actividades empresariales experimentales de Yandex. Según los datos de 2015, este segmento tuvo ingresos de casi 500 millones de rublos. En el segundo trimestre de 2016, Zen y otros servicios experimentales tuvieron ganancias de 153 millones de rublos para Yandex.
La monetización del servicio se debe a los bloques de anuncios integrados en los canales de noticias (en Rusia, los anuncios son publicados por Yandex.Direct).

## Competidores
Después del lanzamiento de Zen, varias de las principales compañías también anunciaron servicios de recomendaciones personales. En mayo de 2016, el grupo Mail.Ru presentó un proyecto similar llamado Likemore, que ofrece contenido a los usuarios de los grupos de la red social VK (VKontakte). En agosto de 2016, Google lanzó una versión de prueba de un servicio similar que recomienda artículos de noticias. Apple y Facebook también han lanzado servicios de noticias con una funcionalidad similar.